# Reciclarea electronicelor
Deșeurile electronice sunt fabricate dintr-o gamă variată de materiale: plastic, sticlă, metale grele și metale prețioase. Acestea sunt dăunătoare pentru mediul înconjurător și pot fi reciclate în procent de 95%. Colectarea deșeurilor electronice se poate realiza prin intermediul centrelor de colectare selectivă. Conform Hotărârii nr. 1037/2010, privind deșeurile electrice și electronice, autoritățile administrativ teritoriale au obligația de a organiza, gestiona și coordona procesul de colectare selectivă a deșeurilor electrice și electronice.
Procesul tehnologic este în continuă dezvoltare iar echipamentele electronice sunt înlocuite cu echipamente mai performante, fapt ce presupune un volum mare de deșeuri electronice. O mare parte dintre acestea pot fi reciclate sau reparate și vândute.  Reciclarea deșeurilor electronice a devenit obligatorie în unele țări, iar România, fiind țară membră a Uniunii Europene are obligația de a colecta și recicla anual, 80.000 de tone deșeuri de echipamente electrice și electronice, aproximativ 4 kg pe locuitor.
În anul 2015, România are o rată de colectare a deșeurilor electronice de sub 20% din totalul acestora.

## Legături externe
Materiale media legate de Reciclarea electronicelor la Wikimedia Commons
- Romprest Reciclarea Electronicelor Arhivat în 5 iulie 2016, la Wayback Machine.